# Oxyanthus tubiflorus
Oxyanthus tubiflorus är en måreväxtart som först beskrevs av Gábor Gabriel Andreánszky, och fick sitt nu gällande namn av Dc.. Oxyanthus tubiflorus ingår i släktet Oxyanthus och familjen måreväxter.
Artens utbredningsområde är Sierra Leone. Inga underarter finns listade i Catalogue of Life.